# Nuevo Parangaricutiro
Nuevo Parangaricutiro est une commune p'urepecha du Mexique située dans l'État de Michoacán. Appelée aussi Nuevo San Juan, Parangaricutiro et Parangaricutirimícuaro, elle est composée du village principal de Nuevo San Juan Parangaricutiro, construit après la destruction des villages de Paricutín et Parangaricutiro par le volcan Paricutín. Ses 15 000 habitants en 2000 sont majoritairement p'urepecha.
L'ancien village a été entièrement recouvert par la lave à l'exception du clocher de l'église qui émerge toujours au milieu de la coulée refroidie. Située à proximité de la ville d'Uruapan, elle bénéficie du tourisme en raison du volcan et des ruines de l'ancien village.
Le toponyme Parangaricutirimícuaro est rendu particulièrement célèbre par le virelangue espagnol : El otorrinolaringogólogo de Parangaricutirimícuaro desparangaricutirimicuarizóse., à savoir « l'oto-rhino-laryngologue de Parangaricutirimícuaro s'est déparangaricutirimicuarifié. »